# عبد العزيز عبد القادر
عبد العزيز عبد القادر هو سياسي ماليزي، ولد في 11 فبراير 1963 في كلنتن في ماليزيا. نشط حزبياً في حزب عدالة الشعب. وقد انتخب عضو ديوان الرعية ‏.